# الإصلاحات السياسية في ميانمار 2011-2015
الإصلاحات السياسية في ميانمار في فترة 2011-2015 مجموعة من الإصلاحات الادارية، والاقتصادية، والسياسية في ميانمار أجرتها الحكومة المدعومة عسكريًا. تشمل هذه الإصلاحات الإفراج عن مناصرة الديمقراطية الزعيمة أون سان سو شي من الإقامة الجبرية وإجراء حوارات لاحقة معها، وتشكيل اللجنة الوطنية لحقوق الإنسان، وإصدار عفو عام عن أكثر من 200 سجين سياسي، ووضع قوانين عمل جديدة تسمح بالنقابات العمالية والإضرابات، وتخفيف الرقابة على الصحافة، وإصدار لوائح الممارسات النقدية. نتيجةً للإصلاحات، وافقت أسيان على طلب ميانمار في تولي الرئاسة عام 2014. زارت وزيرة الخارجية الأمريكية هيلاري كلينتون ميانمار في 1 ديسمبر 2011، تشجيعًا على المزيد من التقدم؛ كانت تلك أول زيارة يقوم بها وزير خارجية أمريكي منذ أكثر من خمسين سنة. وزارها الرئيس الأمريكي باراك أوباما بعد عامٍ من ذلك، ليصبح أول رئيسٍ أمريكي يزور ميانمار.
شارك حزب أون سان سو شي، الرابطة الوطنية من أجل الديمقراطية (إن إل دي)، في انتخاباتٍ فرعية أجرِيت في 1 أبريل 2012 بعد أن ألغت الحكومة القوانين التي أدت إلى مقاطعة حزب إن إل دي الانتخابات العامة لعام 2010. إذ قامت بقيادة إن إل دي في الفوز بالانتخابات الفرعية بأغلبيةٍ ساحقة، حيث حصدت 41 من أصل 44 مقعدًا من المقاعد المُتنافس عليها. مع فوز أون سان سو شي بمقعد يمثل دائرة كاهمو الانتخابية في المجلس الادنى من برلمان ميانمار. غير أن عدم اليقين لا يزال قائمًا نظرًا لعدم الإفراج عن بعض السجناء السياسيين واستمرار الصدامات بين قوات ميانمار والجماعات المتمردة المحلية.

## الخلفية
خضعت بورما للحكم العسكري منذ عام 1962 حتى عام 2010. وفي عام 2008، أعلنت الحكومة العسكرية، مجلس الدولة للسلام والتنمية، عن الدستور الجديد كجزء من خارطة الطريق نحو الديمقراطية. تنظر المعارضة إلى الدستور، الذي يخصص للجيش 25% من مقاعد المجلس التشريعي في هلوتاو، على أنه أداة في صالح استمرار السيطرة العسكرية على البلاد. أجرِي استفتاء على الدستور في عام 2008 في الوقت الذي ضرب فيه إعصار نرجس المنطقة. انتقد المراقبون الاستفتاء بسبب ترهيب الناخبين، وتزوير الانتخابات، والتصويت المسبق. ومع ذلك، ففي 15 مايو عام 2008، أعلنت الحكومة العسكرية أن 92.4% من الناخبين قد وافقوا على الدستور، مدعيةً بنسبة مشاركة بلغت 99% في ثلثي المنطقة التي أجرٍي فيها التصويت.
أجريت انتخابات في عام 2010. وأعلن حزب الاتحاد للتضامن والتنمية المدعوم عسكريًا عن انتصاره. أعربت الدول الغربية والأمم المتحدة عن مخاوفها بشأن إجراء الانتخابات.

## الإصلاحات
على الرغم من كل شيء، شرعت الحكومة في إصلاحات تستهدف الديمقراطية الليبرالية، الاقتصاد المختلط، والمصالحة، مع أن دوافع مثل هذه الإصلاحات لاتزال محل نقاش.

### الفساد
في مارس عام 2012، أصدر البرلمان الوطني قانونًا من شأنه زيادة أجور كافة موظفي القطاع العام، بمن فيهم الجنود، ومخصصات تكلفة معيشة إضافية تبلغ 30.000 كيات (أي 38 دولار أمريكي)، إلى جانب زيادة على الأجور اليومية بمقدار 1,100 إلى 2,100 كيات (1.40-2.70 دولار) للعاملين بدوامٍ كامل، بزعم التصدي للفساد في الحكومة. كان هذا القانون سيسري في 1 أبريل 2012، عند إجراء الانتخابات البورمية الفرعية لعام 2012.
في 12 مارس 2012، نشرت ذا فويس، وهي مجلة إخبارية اسبوعية، مقالًا سلط الضوء على ست وزارات: وزارة الإعلام، ووزارة المناجم، ووزارة الزراعة والري، ووزارة الصناعة الأولى ووزارة الصناعة الثانية، على اعتبارها تسيئ استخدام الأموال وتصدر بيانات خاطئة عن التمويل، وذلك بناءً على تقارير تدقيق الحسابات البرلمانية الداخلية. وبعد يومين، أعلنت وزارة المناجم أنها سترفع دعوى ضد المجلة.

### الإصلاحات السياسية
أفرِج عن الزعيمة مؤيدة الديمقراطية، أون سان سو شي من الإقامة الجبرية في 13 نوفمبر 2010. وبعد الإفراج عنها، أجرت سلسلةً من الحوارات مع الرئيس ثين سين والوزير أون كي. وعلى الرغم من عدم الإعلان عن المناقشات، فإن وسائط الإعلام الحكومية أفادت أن «الطرفين اتفقا على وضع الخلافات جانبًا والعمل معًا في الأمور ذات المصالح المشتركة التي ستصب فعلًا في مصلحة الوطن والشعب». تُعد قدرة أون سان سو شي على السفر بحرية في أرجاء البلاد تطورًا مقارنةً برحلاتها عام 2003 التي شهدت مذبحةً رعتها الحكومة.
قاطع حزب أون سان سو شي، الرابطة الوطنية من أجل الديمقراطية، انتخابات عام 2010. ولم يسمح قانون الانتخابات الذي سنه مجلس الدولة للسلام والتنمية للسجناء بأن يصبحوا أعضاءً في الأحزاب السياسية المُسجلة. وإذا ما قرر حزب إن إل دي التسجيل، فسيتوجب عليه طرد أعضائه الذين كانوا مسجونين. ولكن في نوفمبر، حذفت الحكومة هذه الفقرة في مادةٍ برلمانية. وبعد إجراء التعديلات، قرر زعماء حزب إن إل دي التسجيل سرًا في الانتخابات الفرعية.

### الرقابة
خففت الحكومة من قوانين الرقابة على الصحافة والأنترنت، فعلا سبيل المثال بالسماح بنشر صور أون سان سو شي على أولى صفحات الصحف المحلية. قال تنت سوي، رئيس هيئة الرقابة في البلاد، شعبة التسجيل والتدقيق الصحفي، إن الرقابة تتنافى مع الممارسات الديمقراطية ويجب إلغائها. أشار مستشارًا رئاسيًا إلى أن الرقابة على الصحافة ستُلفى بحلول عام 2012 بموجب قانونٍ جديد خاص بوسائل الإعلام. وفي سبتمبر عام 2011، تم رفع الحجب عن عدد من المواقع المحضورة بما فيها يوتيوب، وصوت بورما الديمقراطي، وصوت أمريكا.
في يناير 2012، أعلن وزارة الإعلام أنها أحالت مسودة قانون جديد خاص بالإعلام والصحافة إلى مكتب النائب العام لمراجعته. تستمد مسودة القانون، التي يجب أن يقرها بيداونغسو لوتا (البرلمان الوطني)، أسلوب صياغتها من قوانين مماثلة في كمبوديا، وإندونيسيا، وفيتنام. لم يتم تقديم مسودة القانون، المُقتبسة من قانون تسجيل الطابعين والناشرين لعام 1962، خلال الدورة البرلمانية الثانية.
في مارس عام 2012، قال وزير الإعلام كياو حسان إن البلد كان يمر بعملية تتكون من ثلاث خطوات من أجل إصلاح تنظيم وسائل الإعلام: (1) تخفيف القوانين للسماح للمطبوعات الفردية بممارسة الرقابة الذاتية والمسائلة، (2) إصدار قانون جديد خاص بوسائل الإعلام المطبوعة، (3) تنظيم وسائل الإعلام المطبوعة وفقًا لقانون وسائل الإعلام المطبوعة الجديد. وعلى نفس المنوال، ذكر يي هتوت، المدير العام لشعبة الإعلام والعلاقات العامة أن قانون وسائل الإعلام الجديد سيتجنب تطرف الماضي، ويبرز حقوق الصحفيين ومسؤولياتهم وأنه كان يتشاور مع خبراء اليونسكو فيما يتعلق بالقانون الجديد.

### حقوق الإنسان
شكلت الحكومة لجنةً وطنيةً مستقلةً معنية بحقوق الإنسان (إن إتش أر سي) تتألف من 15 بيروقراطيًا وأكاديميًا متقاعدًا. شككك المحللون في إرادة اللجنة وقدرتها على تحدي الحكومة القائمة، إلا أن اللجنة طعنت بمزاعم الرئيس بعدم وجود سجناء سياسيين في ميانمار، ودعت إلى إطلاق سراح جميع السجناء السياسيين.